# 25 d'Aquari
25 d'Aquari (25 Aquarii) és una estrella de la Constel·lació d'Aquari. La seva magnitud aparent és 5,10. Segons la base de dades SIMBAD, 25 d'Aquari és la mateixa estrella que d d'Aquari, i és del tipus espectral K0III. És una estrella gegant vermella; posseeix una magnitud absoluta de 0,77 i la seva velocitat radial negativa indica que l'estrella s'apropa al sistema solar.

## Observació
Es tracta d'una estrella situada a l'hemisferi celeste boreal, molt a prop de l'equador celeste; el que comporta que pugui ser observada des de totes les regions habitades de la Terra, exceptuant el cercle polar àrtic. A l'hemisferi nord sembla circumpolar només en les àrees més internes de l'Antàrtida, sent de magnitud 5,1, cosa que la fa observable en cels molt foscos. El millor període per a la seva observació és entre els mesos d'agost i desembre. El període de visibilitat és pràcticament el mateix en els dos hemisferis degut a la seva posició propera a l'equador celeste.